# Marek Stażewski
Marek Stażewski (ur. 1952) – polski historyk, dr hab. nauk humanistycznych, profesor nadzwyczajny Instytutu Historii Wydziału Historycznego Uniwersytetu Gdańskiego.

## Życiorys
Studiował historię na Uniwersytecie Gdańskim. Tytuł magistra historii uzyskał w 1976 roku. W latach 1976–2019 pracował naukowo na macierzystej uczelni. W 1986 obronił pracę doktorską, 28 września 1998 habilitował się na podstawie pracy zatytułowanej Exodus. Migracja ludności niemieckiej z Pomorza do Rzeszy po I wojnie światowej. Otrzymał nominację profesorską. Od 2002 kierownik Zakładu Archiwistyki w Instytucie Historii na Wydziale Historycznym Uniwersytetu Gdańskiego.
W 2019 otrzymał Brązowy Medal Uniwersytetu Gdańskiego „Bene merito et merenti”.